# 大唇鱂
大唇鱂為輻鰭魚綱鯉齒目鯉齒亞目鯉齒鱂科的其中一種，被IUCN列為極危保育類動物，分布於中美洲墨西哥猶加敦半島的淡水流域，體長可達7公分，棲息在中底層水域，生活習性不明。

## 擴展閱讀
維基物種上的相關：大唇鱂